# Хронічне захворювання
Хронічне захворювання (також відоме як хронічна хвороба або хронічний стан) — це стан здоров’я або хвороба, які є стійкими чи іншими тривалими за своїми наслідками, або хвороба, яка виникає з часом. Термін хронічний часто використовують, коли перебіг захворювання триває більше трьох місяців. Поширені хронічні захворювання включають цукровий діабет, дерматит, артрит, бронхільну астму, хронічне обструктивне захворювання легень, аутоімунні захворювання, генетичні хвороби та деякі вірусні захворювання, такі як гепатит С і синдром набутого імунодефіциту. Хвороба, яка триває все життя та закінчується смертю, вважається смертельною хворобою. Іноді хвороби змінюють визначення від смертельної до хронічної. Наприклад, цукровий діабет і ВІЛ-інфекція колись були смертельними, але зараз вважаються хронічними через доступність інсуліну для діабетиків і щоденне медикаментозне лікування для людей з ВІЛ-інфекцією, що дозволяє цим людям жити, керуючи симптомами. 
У медицині хронічні хвороби відрізняють від гострих. Гострі захворювання зазвичай вражають одну частину тіла та реагують на лікування. З іншого боку, хронічне захворювання зазвичай вражає кілька частин тіла, не повністю реагує на лікування та зберігається протягом тривалого періоду часу. 
Хронічні захворювання можуть мати періоди ремісії або рецидиву, коли хвороба тимчасово зникає або згодом з’являється знову. Про ремісію та рецидив зазвичай говорять, коли йдеться про зловживання психоактивними речовинами, які, на думку деяких, підпадають під категорію хронічних захворювань. 
Хронічні захворювання часто бувають неінфекційними, які відрізняються неінфекційними причинами. Однак деякі хронічні захворювання викликані трансмісивними інфекціями, такими як ВІЛ/СНІД.
63% усіх смертей у світі спричинені хронічними захворюваннями.  Хронічні захворювання є основною причиною смертності, і Всесвітня організація охорони здоров’я (ВООЗ) приписує 38 мільйонів смертей на рік неінфекційним захворюванням.  У Сполучених Штатах приблизно 40% дорослих мають принаймні два хронічних захворювання.  
Наявність більш ніж одного хронічного захворювання називається мультиморбідністю. 

## Типи
Хронічні стани часто використовувалися для опису різних станів людського тіла, пов’язаних зі здоров’ям, таких як синдроми, фізичні вади, інвалідність, а також хвороби. Епідеміологи виявили інтерес до хронічних станів через те, що вони сприяють хворобам, інвалідності та зниженню фізичної та/або розумової працездатності. 
Наприклад, високий кров'яний тиск або гіпертонія вважаються не лише хронічним захворюванням, але й пов'язаним із такими захворюваннями, як інфаркт чи інсульт.
Дослідники, особливо у США, використовують індикатор хронічного стану (CCI), який відображає коди міжнародної класифікації хвороб як «хронічні» або «нехронічні». 

У 2015 році Всесвітня організація охорони здоров’я опублікувала звіт про неінфекційні захворювання, вказавши чотири основні типи: 
- Рак
- Серцево-судинні захворювання, включаючи цереброваскулярні захворювання, серцеву недостатність та ішемічну кардіопатію
- Хронічні респіраторні захворювання, такі як астма та хронічне обструктивне захворювання легень (ХОЗЛ)
- Цукровий діабет (тип 1, тип 2, переддіабет, гестаційний діабет)

## Фактори ризику
У той час як фактори ризику змінюються залежно від віку та статі, багато поширених хронічних захворювань спричинені дієтичними факторами, способом життя та метаболічними факторами ризику.  Таким чином, цим умовам можна запобігти змінами поведінки, такими як відмова від куріння, прийняття здорового харчування та збільшення фізичної активності. Соціальні детермінанти є важливими факторами ризику хронічних захворювань.  Соціальні фактори, наприклад, соціально-економічний статус, рівень освіти та расова/етнічна приналежність, є основною причиною розбіжностей, що спостерігаються в лікуванні хронічних захворювань.  Відсутність доступу та затримка в отриманні допомоги призводять до гірших результатів для пацієнтів із меншин та груп населення, які не отримують належне обслуговування.  Ці бар’єри в медичній допомозі ускладнюють моніторинг пацієнтів і безперервність лікування.
Представники меншин і населення з низькими доходами рідше шукають, отримують доступ і отримують профілактичні послуги, необхідні для виявлення захворювань на ранній стадії. 
Більшість витрат на охорону здоров’я в США та економічних витрат, пов’язаних із захворюваннями, спричинені хронічними захворюваннями та станами та пов’язаною з ними ризикованою для здоров’я поведінкою. 84% всіх видатків на охорону здоров’я у 2006 році припадало на 50% населення, яке має одне або більше поширених хронічних захворювань (CDC, 2014).
Серед дітей із хронічними захворюваннями та членів їхніх сімей існує кілька психосоціальних факторів ризику та резистентності. Дорослі з хронічними захворюваннями значно частіше повідомляли про незадоволеність життям, ніж ті, хто не мав хронічних захворювань.  Порівняно зі здоровими однолітками у дітей із хронічними захворюваннями приблизно вдвічі більше випадків психічних розладів.  Вища депресія батьків та інші сімейні стреси передбачають більше проблем.  Крім того, проблеми з рідними братами та сестрами разом із тягарем хвороби на родині загалом призвели до більшого психологічного навантаження на пацієнтів та їхні родини. 

## Причини
Деякі люди страждають від хронічних симптомів, які розвинулися незабаром після щеплення проти Covid-19, і цей тривалий стан відомий як поствакцинальний синдром (ПВС). У лютому 2025 року дослідження Медичної школи Єльського університету показало, що в учасників з ПВС, включаючи тих, хто не був інфікований, спостерігалася більш часта реактивація вірусу Епштейна-Барр (EBV) і підвищений рівень циркулюючого спайкового білка порівняно зі здоровими контрольними групами. 

## Профілактика
Все більше доказів підтверджує, що профілактика є ефективною для зменшення впливу хронічних захворювань. Зокрема, раннє виявлення призводить до менш важких результатів. Клінічні профілактичні послуги включають скринінг на наявність захворювання або генетичну схильність до його розвитку, консультування та імунізацію проти інфекційних агентів. Незважаючи на їх ефективність, використання профілактичних засобів зазвичай нижче, ніж звичайних медичних послуг. Не зважаючи на їхній очевидний зиск у вимірі часу та грошей, переваги профілактичних послуг не сприймаються пацієнтом безпосередньо, оскільки їхній вплив є довгостроковим або може бути більшим для суспільства в цілому, ніж на індивідуальному рівні. 
Таким чином, програми громадського здоров’я є важливими для просвіти населення та сприяння здоровому способу життя та обізнаності щодо хронічних захворювань. Хоча ці програми можуть отримати фінансування на різних рівнях (державному, федеральному, приватному), їх реалізацію здебільшого відповідають місцеві установи та громадські організації. 
Дослідження показали, що програми охорони здоров’я є ефективними для зниження рівня смертності, пов’язаної з серцево-судинними захворюваннями, діабетом і раком, але результати є дещо неоднорідними залежно від типу захворювання та типу задіяних програм.  Наприклад, результати різних підходів до профілактики раку та скринінгу значною мірою залежали від типу раку.  Зростаюча кількість пацієнтів із хронічними захворюваннями відновила інтерес до профілактики та її потенційної ролі в допомозі контролювати витрати. У 2008 році Trust for America's Health опублікував звіт, згідно з яким щорічне інвестування 10 доларів США на людину в громадські програми з доведеною ефективністю та сприяння здоровому способу життя (збільшення фізичної активності, здорове харчування та запобігання вживанню тютюну) могло б заощадити понад 16 мільярдів доларів на рік протягом лише п’яти років. 
Огляд 2017 року (оновлений у 2022 році) виявив, що невідомо, чи шкільна політика щодо факторів ризику хронічних захворювань, таких як політика здорового харчування, політика щодо фізичної активності та політика щодо паління тютюну, може покращити поведінку учнів щодо здоров’я чи знання персоналу та учнів.   Оновлений огляд у 2022 році дійсно визначив незначне покращення показників ожиріння та фізичної активності, оскільки використання покращених стратегій призвело до збільшення впровадження, але продовжував закликати до додаткових досліджень для вирішення питань, пов’язаних із вживанням алкоголю.  Заохочення пацієнтів із хронічними захворюваннями продовжувати негоспітальне (амбулаторне) медичне обслуговування та відвідувати заплановані медичні огляди може допомогти покращити результати та зменшити витрати на медичне обслуговування через пропуски прийому. 

## Сестринська справа
Догляд може відігравати важливу роль у допомозі пацієнтам із хронічними захворюваннями досягти довголіття та відчути здоров’я.  Самообслуговування, що поширюється на догляд за пацієнтами з хронічними захворюваннями, замінює більш цілісну роль медсестринства. Критики відзначають складність, якщо не неможливість самообслуговування в громадах з низьким рівнем доходу, де системи охорони здоров’я, економічні та соціальні структури не підтримують цю практику. 

## Епідеміологія
Епідеміологія хронічних захворювань різноманітна, і може змінюватися з появою нових методів лікування. Успіх антиретровірусної терапії означає, що для пацієнтів ВІЛ-інфекція стає хронічним захворюванням, на кілька десятиліть їх життя. 
Деякі дані епідеміології хронічних захворювань можуть слугувати вивченню багатьої нозологій. Наприклад, ожиріння та розподіл жиру в організмі є факторами ризику багатьох хронічних захворювань, таких як діабет, хвороби серця та нирок.  Інші епідеміологічні фактори, такі як соціальні, соціально-економічні та екологічні, не мають прямого причинно-наслідкового зв’язку з діагнозом хронічного захворювання. Хоча зазвичай вищий соціально-економічний статус корелює з меншою частотою хронічних захворювань, невідомо, чи існує прямий причинно-наслідковий зв’язок між цими двома змінними. 
Епідеміологія інфекційних хронічних захворювань, таких як СНІД, також відрізняється від епідеміології неінфекційних хронічних захворювань. Інфекційні хронічні захворювання також зазвичай піддаються лікуванню лише медикаментозним втручанням, а не зміною способу життя, оскільки деякі неінфекційні хронічні захворювання можна лікувати. 

## Соціальний та особистий вплив
Нещодавно були встановлені зв’язки між соціальними факторами та поширеністю, а також наслідками хронічних захворювань.

### Психічне здоров'я
Нещодавно було підкреслено зв’язок між самотністю, загальним станом здоров’я та хронічними захворюваннями. Деякі дослідження показали, що самотність має шкідливий вплив на здоров’я, подібний до впливу куріння та ожиріння.  Одне дослідження показало, що почуття ізоляції пов’язане з більшою самооцінкою здоров’я як поганого, а почуття самотності підвищує ймовірність розладів психічного здоров’я в окремих людей. 
Хоча зв’язок між хронічною хворобою та самотністю є доведеним, він часто ігнорується під час лікування. Наприклад, одне дослідження показало, що більша кількість хронічних захворювань на людину пов’язана з почуттям самотності.  Серед перелічених можливих причин цього є нездатність зберігати незалежність, а також те, що хронічна хвороба є джерелом стресу. Дослідження самотності серед дорослих старше 65 років показало, що низький рівень самотності, а також високий рівень підтримки родини були пов’язані з кращими результатами багатьох хронічних захворювань, таких як гіпертонія та діабет. 
Останнім часом у медичній сфері з'явилися рухи, спрямовані на вирішення цих зв’язків при лікуванні пацієнтів із хронічними захворюваннями. Наприклад, біопсихосоціальний підхід, розроблений у 2006 році, фокусується на «особистості пацієнта, сім’ї, культурі та динаміці здоров’я».  Лікарі більше схиляються до психосоціального підходу до хронічних захворювань, щоб допомогти зростаючій кількості людей з цими діагнозами. 
Взаємозв’язок психічного здоров’я людей з хронічними захворюваннями є важливим аспектом, який лікарі часто забувають. Дорослі з хронічними захворюваннями, які обмежують їх повсякденне життя, мають більшу депресію та нижчу самооцінку, ніж здорові дорослі та дорослі з необмежувальними хронічними захворюваннями.  Емоційний вплив хронічної хвороби також впливає на інтелектуальний та освітній розвиток особистості.  Наприклад, люди, які живуть з діабетом 1-го типу, все життя терплять монотонне і суворе лікування, яке зазвичай включає щоденний моніторинг рівня глюкози в крові, ін’єкції інсуліну та постійний догляд за собою. Така постійна увага, якої потребують діабет 1-го типу та інші хронічні захворювання, може призвести до психологічної дезадаптації. 

### Фінансові витрати
Люди з хронічними захворюваннями платять більше. Дослідження показало, що американці в середньому витрачають на 2243 долари більше.  Фінансовий тягар може збільшити недотримання режиму лікування.  
У деяких країнах закони захищають пацієнтів із хронічними захворюваннями від надмірного фінансового тягаря. Наприклад, у 2008 році Франція обмежила доплату для тих, хто має хронічні захворювання, а Німеччина обмежує розподіл витрат на здоров'я до 1% від доходу проти 2% для інших. 
Хронічні захворювання можуть впливати на відносини між фармацевтичними компаніями та пацієнтами. Вартість ліків, що рятують життя, або продовжують життя, може постійно зростати заради прибутку.  Регуляція цін ліків від хронічних захворювань недостатня. 

### Стать
Стать впливає на те, як у суспільстві розглядають і як лікують хронічні хвороби. Хронічні проблеми зі здоров’ям жінки часто вважаються найбільш заслуговуючими на лікування або найсерйознішими, коли хронічний стан її заважає фертильності. Історично склалося так, що хронічні захворювання жінки приділяють менше уваги, коли це заважає іншим аспектам її життя чи благополуччя. Багато жінок повідомляють, що почуваються менш значущою або навіть «наполовину жінкою» через тиск, який суспільство чинить через важливість фертильності та здоров’я. Такого роду соціальні бар’єри заважають жінкам виконувати різні види діяльності в житті та повною мірою працювати над своїми прагненнями. 

### Соціально-економічний клас і раса
Расова приналежність також пов’язана з хронічними захворюваннями, хоча може бути задіяно багато інших факторів. Расові меншини в 1,5-2 рази частіше мають більшість хронічних захворювань, ніж білі. Неіспаномовні чорні мають на 40% більше шансів мати високий кров’яний тиск, ніж неіспаномовні білі. Діабет на 77% частіше діагностується серед неіспаномовних чорних, а американські індіанці та корінні жителі Аляски на 60% частіше страждають ожирінням, ніж неіспаномовні білі.  Вважається, що ця такі явища частково пояснюється екологічним расизмом. Наприклад, у Флінті, штат Мічиган, питна вода була забруднена свинцем через викид відходів в малоцінних житлових районах.  Також у дітей, які живуть у районах з низьким рівнем доходу, через велику кількість забруднюючих речовин, які викидаються в набагато більших масштабах у цих районах спостерігається вища захворюваність на астму.  